# Luzein
Luzein es una comuna suiza del cantón de los Grisones, situada en la región de Prettigovia/Davos. Limita al norte con las comunas de Schiers y Sankt Antönien, al este con Küblis, al sureste con Conters im Prättigau, al sur con Fideris, y al oeste con Jenaz y Schiers.